# 3253 Gradie
A 3253 Gradie (ideiglenes jelöléssel 1982 HQ1) a Naprendszer kisbolygóövében található aszteroida. Edward L. G. Bowell fedezte fel 1982. április 28-án.